# ワライナキ
ワライナキは、高田志麻と白井大輔によるフォークデュオ。ストリート、ライブハウスなどを中心に活動していた。

## 概要
共にソロとして活動していた高田志麻、白井大輔により2004年に結成されたフォークデュオで、関西を中心に、ライブや番組出演などの活動を展開している。2008年には、二人の制作・歌唱による楽曲『story』が、サカイ引越センターの全国向けテレビCMのテーマソングに採用された。同2008年中部電力グループトーエネックCMソングに『流れ星』、2012年には、高須クリニックCMソングに『Happy Days』が採用された。スポーツ関連では、日本女子プロ野球　サウス・ディオーネ（旧：兵庫スウィングスマイリーズ）球団歌『フルスイング』を書き下ろす。
『熱唱オンエアバトル』（NHK総合テレビ）にも3回出場しており、出場した回全てで400キロバトル超えという好成績を収めた。3回以上オンエアを獲得しているアーティストのうち、チャンピオン大会なども含め出場した回すべてで400キロバトルを超えたのはワライナキを含めて7組である（その中でワライナキは唯一チャンピオン大会への進出を果たしていない）。
歌える場所と30人のお客さんを集めていただけるとワライナキが歌を届ける『ワライナキ・歌の宅配便〜30人出張ライブ〜』を実施。東日本大震災の発生（2011年3月）以降は、被災地でもたびたびライブを開催している。
また近年は、関西のAMラジオ局で放送される生ワイド番組向けに楽曲を書き下ろすことが多い。2009年には、『上泉雄一のええなぁ!』（MBSラジオ）の放送開始に合わせてテーマソング「Color」を制作。2011年7月には、道上洋三（朝日放送アナウンサー）からのリクエストで、『おはようパーソナリティ道上洋三です』（ABCラジオ）のイメージソング「あなたへの朝」の作詞・作曲を手掛けた。さらに、2012年3月には、森谷威夫（KBS京都アナウンサー）からのリクエストをきっかけに、「ワライナキwithお世話メンバー」という名義で『森谷威夫のお世話になります!!』（KBS京都）のイメージソング「きょうの空」を制作した。2012年10月、2013年3月に発売されたCDは道上洋三です視聴者の大阪タカシマヤ社員とのコラボ曲。2013年8月には、須藤晃プロデュース「走れオオサカ」をリリース。2015年12月、『縁の花』が、サカイ引越センターの全国向けテレビCMのテーマソングに採用された。

## 略歴
- 2004年
  - ワライナキ結成。
  - 大阪・梅田・京橋を中心にストリートライブ開始。
  - 11月、1st自主制作CD「たったひとつのこの世界で」発売。
- 2005年
  - 7月、2nd自主制作CD「涙雨」発売。
- 2006年
  - 4月、ワンマンライブ「わらいなき」を南堀江 knaveにて開催。
  - 5月、1stミニアルバム『サクラフブキ』発売。
  - 7月、ワンマンライブ「ワライナキ銭湯Vol.1」を南堀江 knaveにて開催。
  - 11月、ワンマンライブ「ワライナキ銭湯Vol.2」を南堀江 knaveにて開催。
  - 12月、追加公演ワンマンライブ「ワライナキ銭湯Vol.3」を南堀江 knaveにて開催。
- 2007年
  - 2月、FM802『HIROT'S MORNING JAM』にて「サクラフブキ」が4月まで毎朝オンエアーされる。
  - 3月、ワンマンライブ「ワライナキ銭湯Vol.4」を南堀江 knaveにて2DAYS開催。
  - 4月、2ndミニアルバム『歌うらら』発売。
  - 5月、ワンマンライブ「ワライナキ銭湯Vol.5〜歌うらら」を梅田バナナホールにて開催。
  - 7月、ワンマンライブ「ワライナキ銭湯vol.6 〜七夜月〜」を大阪BIG CATにて開催。
  - 10月、ワンマンライブ「ワライナキ銭湯vol.7 〜春花秋月〜」を大阪BIG CATにて開催。
- 2008年
  - 2月、ワンマンライブ「ワライナキ銭湯vol.8」をOSAKA MUSEにて2DAYS開催。
  - 4月、3rdミニアルバム『はなうた』発売。
  - 5月、ワンマンライブ「ワライナキ銭湯vol.9」を大阪BIG CATにて開催。
- 2009年
  - 7月、4thミニアルバム『Harmonying』発売。
  - 8月、高田志麻が結婚、妊娠を発表。
- 2011年
  - 3月、「レコ発ワンマンライブ」を梅田AKASOにて開催。
  - 4月、5th CD（1st. Maxi Single) 『きみだけの物語』発売
  - 11月、6th CD（2nd. Maxi Single)『gone with this song』発売
- 2012年
  - 5月、7th CD（1st. Full Album)『笑泣』発売
  - 10月、「ワンマンライブ　ワライナキ　ワールド」を梅田AKASOにて開催。
  - 10月、ワライナキ8th CD 『ヒカリウタ』発売
  - 10月、ワライナキ9th CD 『朝のNUMBER』発売
- 2013年
  - 3月、ワライナキ10th CD 『少しずつ』発売。復興支援ソング、手をつなごう・風の行く先も収録
  - 3月、ワライナキ特番「ありのままで ありのままで」NHK総合/NHKBSプレミアムにて放送
  - 8月、ワライナキ11th CD　須藤晃プロデュース『走れオオサカ』発売
- 2014年
  - 1月、ワライナキ12th CD 『STORY～アーリータイムスセレクション』発売
  - 7月、ワライナキ13thCD　須藤晃プロデュース『心のフィルム』発売
- 2015年
  - 8月、奈良県 減塩生活サポートソング『適塩ソング』を書き下ろし。
  - 5月、ABCラジオ『おはようパーソナリティ道上洋三です』プレゼントコーナーのテーマソングとして「ひぐらしの唄」が毎朝オンエアー。
  - 10月、ワライナキベストアルバム『Our Songs』発売
  - 12月、新曲『縁の花』がサカイ引越センターのCMソングに起用される。
- 2017年
  - 12月、解散。

## メンバー
- 高田志麻（たかだ しま、7月25日 - ）
  - 兵庫県西宮市出身。
  - ボーカル・ギター・ピアノ担当。
- 白井大輔（しらい だいすけ、6月19日 - ）
  - 新潟県長岡市出身。
  - ボーカル・ギター・ハーモニカ担当。

## ディスコグラフィー

### CD
- 1st ミニアルバム『サクラフブキ』（2006年5月12日）
  1. サクラフブキ
  2. 春愁 〜花曇〜
  3. 涙雨
  4. たったひとつのこの世界で
  5. わらいなき
- 2nd ミニアルバム『歌うらら』（2007年4月14日）
  1. ケ・セラ・セラ
  2. メッセージ
  3. カミヒコウキ
  4. 水晶画
  5. 頑張ってる君へ
  6. 僕だけの星
  7. サクラフブキ 〜NEW BREEZE Version〜[bonus track]
- ワライナキ3rd ミニアルバム 『はなうた』（2008年4月20日）
  1. 紫陽花
  2. 流れ星 - 中部電力グループ株式会社トーエネックのCMソング
  3. Toward your belief
  4. オトノハ
  5. 春花秋月
  6. ナミダハナ
  7. story - サカイ引越センターのCMソング
- ワライナキ4th ミニアルバム『Harmonying』（2009年7月5日）
  1. おなじ場所
  2. Twilight Harmony
  3. 朝模様
  4. Color - 『上泉雄一のええなぁ!』（MBSラジオ）のテーマソング（放送開始から2013年2月19日・通算999回目の放送まで使用）
  5. ヒーローインタビュー
  6. 悲しみの種
  7. Life
  8. story〜Live at 「StoryII」《BonusTrack》
- ワライナキ5th CD（1st. Maxi Single) 『きみだけの物語』（2011年4月）
  1. きみだけの物語
  2. Repeat
  3. Birthday
  4. エナジー(Live)
- ワライナキ6th CD（2nd. Maxi Single)『gone with this song』（2011年11月）
  1. gone with this song
  2. 天秤
  3. 何も知らない
- ワライナキ7th CD（1st. Full Album)（2012年5月）
  1. きょうの空 - KBS京都『森谷威夫のお世話になります!!』イメージソング
  2. メロディ列車
  3. 君を強く
  4. 夏草のダンス
  5. 立ち止まれない運命
  6. たったひとつのこの世界で
  7. HappyDays - 高須クリニックのCMソング
  8. BEATはずっと！！
  9. 話して、離さないで
  10. あした世界が終わるなら
  11. ワンダフルワールド
  12. サクラフブキ
- ワライナキ8th CD『ヒカリウタ』（2012年10月）
  1. 恋文
  2. CHALLENGER
  3. 青いカラス
  4. 長月
  5. エナジー
  6. 明日も笑顔で君にいてほしい
- ワライナキ9th CD『朝のNUMBER』（2012年10月）
  1. 朝のNUMBER
  2. 粉雪
- ワライナキ10th CD『少しずつ』（2013年3月）
  1. 少しずつ
  2. 手をつなごう
  3. 風の行く先
- ワライナキ11th CD『走れオオサカ』（2013年8月）須藤晃プロデュース
  1. 走れオオサカ
  2. まずは今日だよ
  3. 悲しくなんかない
  4. 泣き笑い
  5. がんばってる君へ
- ワライナキ12th CD『STORY～アーリータイムスセレクション』（2014年1月）
  1. story
  2. 僕だけの星
  3. gone with this song
  4. 春花秋月
  5. ケセラセラ
  6. 紫陽花
  7. 何も知らない
  8. メッセージ
  9. Toward your belief
  10. カミヒコウキ
  11. ナミダハナ
  12. 天秤
  13. 水晶画
  14. 流れ星
  15. オトノハ
  16. 夏になれば（ボーナストラック）
- ワライナキ13th CD『心のフィルム』（2014年7月）
  1. キヅケバイツモ
  2. 夢見鳥
  3. ところてん
  4. ショッピングモール
  5. おむすび
  6. 泣くなシマちゃん
  7. 帰っておいで
  8. 心のフィルム

### DVD
- ワライナキ1st dvd umedaAKASO（2012年7月）

### シングル
- たったひとつのこの世界で（2004年11月13日）
  1. たったひとつこの世界で
  2. 夏になれば
  3. ありがとう
- 涙雨（2005年7月27日）
  1. 涙雨
  2. かけがえのないもの
  3. いつでもここから
  4. 春愁 〜花曇〜

## 出演
- CRK MUSIC H.E.A.D.S. - KOBE MUSIC COMPANY - （ラジオ関西、2011年4月 - 2012年3月）